# Spectroscopie infrarouge de réflexion-absorption à modulation de phase
La spectroscopie infrarouge de réflexion-absorption à modulation de phase (PM-IRRAS, en anglais : Phase Modulation Infrared Reflection Absorption Spectroscopy) est un type de spectroscopie infrarouge permettant l'analyse de substances présentes en très petite quantité, souvent sous forme d'une monocouche, à l'interface air-solide ou air-liquide tout en filtrant les signaux parasites dus au support et aux gaz dans l'enceinte de détection.

## Origine
La modulation de phase, déjà employée en dichroïsme circulaire vibrationnel, a été appliquée pour la première fois à la spectroscopie infrarouge à transformée de Fourier en 1982 à une expérience utilisant la technique IRRAS (spectroscopie infrarouge de réflexion-absorption) apparue quelques années auparavant, et conduisant à la première expérience de PM-IRRAS. Cette expérience a été menée sur un film d'acétate de cellulose de 1 nm d'épaisseur étalé sur un support de cuivre avec et sans la modulation rapide (74 kHz) du plan de polarisation du faisceau infrarouge. Avec la modulation de phase, on observe un meilleur rapport signal sur bruit mais surtout la disparition des signaux parasites de l'eau.

## Principe  et instrumentation

### Principe

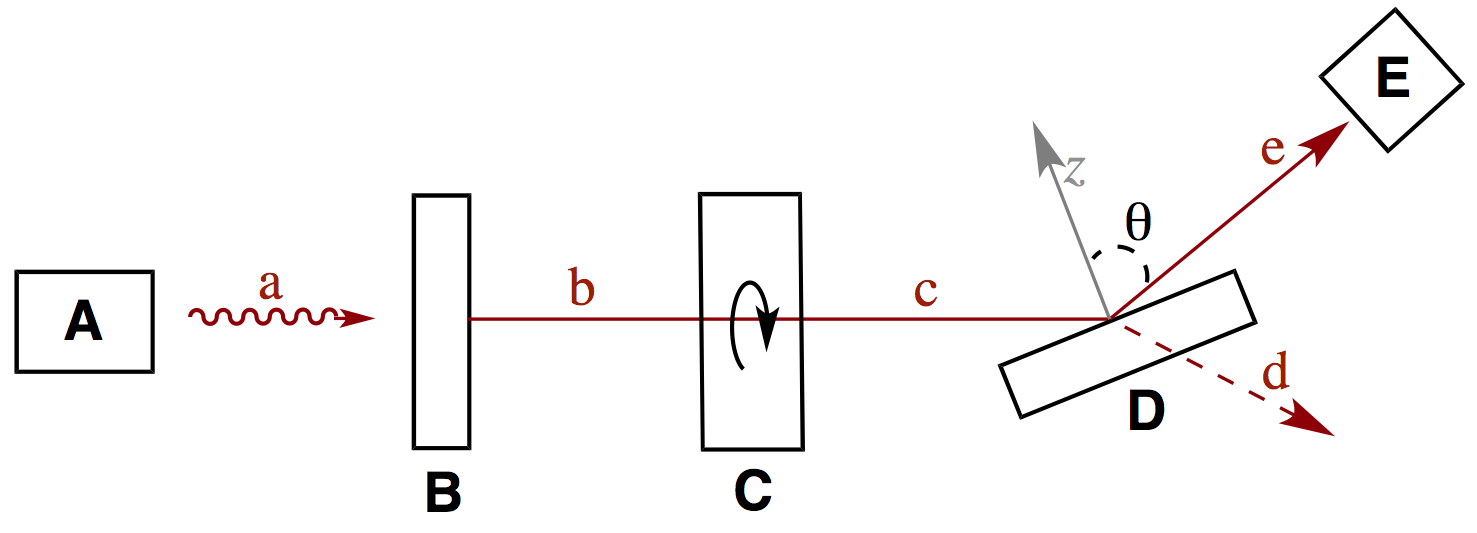
Principe d'un instrument de PM-IRRAS : A, émetteur infrarouge ; B, polariseur ; C, modulateur de phase ; D, échantillon ; E, détecteur ; a, faisceau IR brut ; b, faisceau IR polarisé ; c, faisceau IR en modulation de phase ; d, faisceau diffracté ; e, faisceau IR réfléchi ; θ, angle d'incidence. Les miroirs ont été omis par souci de clarté.

Dans un spectromètre PM-IRRAS, le principe de fonctionnement est le suivant (schéma ci-contre) :
1. La source infrarouge (A) émet un faisceau monochromatique (a) vers le polariseur (B) qui sélectionne un plan de polarisation en éliminant tous les autres ;
2. Le faisceau polarisé (b) est transmis au modulateur de phase (C) qui fait tourner rapidement le plan de polarisation entre 0 et 90° à une vitesse de l'ordre de quelques dizaines de kHz ;
3. Le faisceau modulé en phase (c) est dirigé selon l'angle d'incidence θ vers l'échantillon (D). Une partie du faisceau est diffractée (d), et donc perdue, et une autre partie est réfléchie, (e), après absorption à certaines longueurs d'onde qui dépendent de la phase du faisceau (c) et de l'orientation des liaisons ;
4. Le faisceau (e) est dirigé vers le détecteur (E) ;
5. Le signal brut détecté doit être démodulé et corrigé (ci-dessous).

Le signal détecté est cependant loin d'être un interférogramme standard car :
- L'angle d'incidence avec la modulation de phase provoque une polarisation ellipsoïdale, et non circulaire, ce qui doit être corrigé ;
- Le modulateur de phase introduit un signal à haute fréquence, qui doit être supprimé, dans l'interférogramme.

Le signal doit donc subir une démodulation avant la transformée de Fourier et autres traitements mathématiques. À cela, s'ajoutaient certains problèmes techniques lors de l'apparition de cette méthode dans les années 1980. Pour ces raisons, une nouvelle méthode de démodulation a été créée et est basée sur la détection de deux valeurs issues du faisceau infrarouge réfléchi selon la polarisation dans l'axe p ou s (schéma ci-dessous) : Rp – Rs d'un côté et Rp + Rs de l'autre. Le signal normalisé ΔR/R est alors déterminé selon la formule :
ΔR / R = (Rp – Rs) / (Rp + Rs)
Cette méthode permet, non seulement, de normaliser le signal au fur et à mesure de la détection, mais aussi de compenser les variations de la surface surtout lorsque l'on étudie une monocouche à l'interface air-eau.

### Sélection de surface

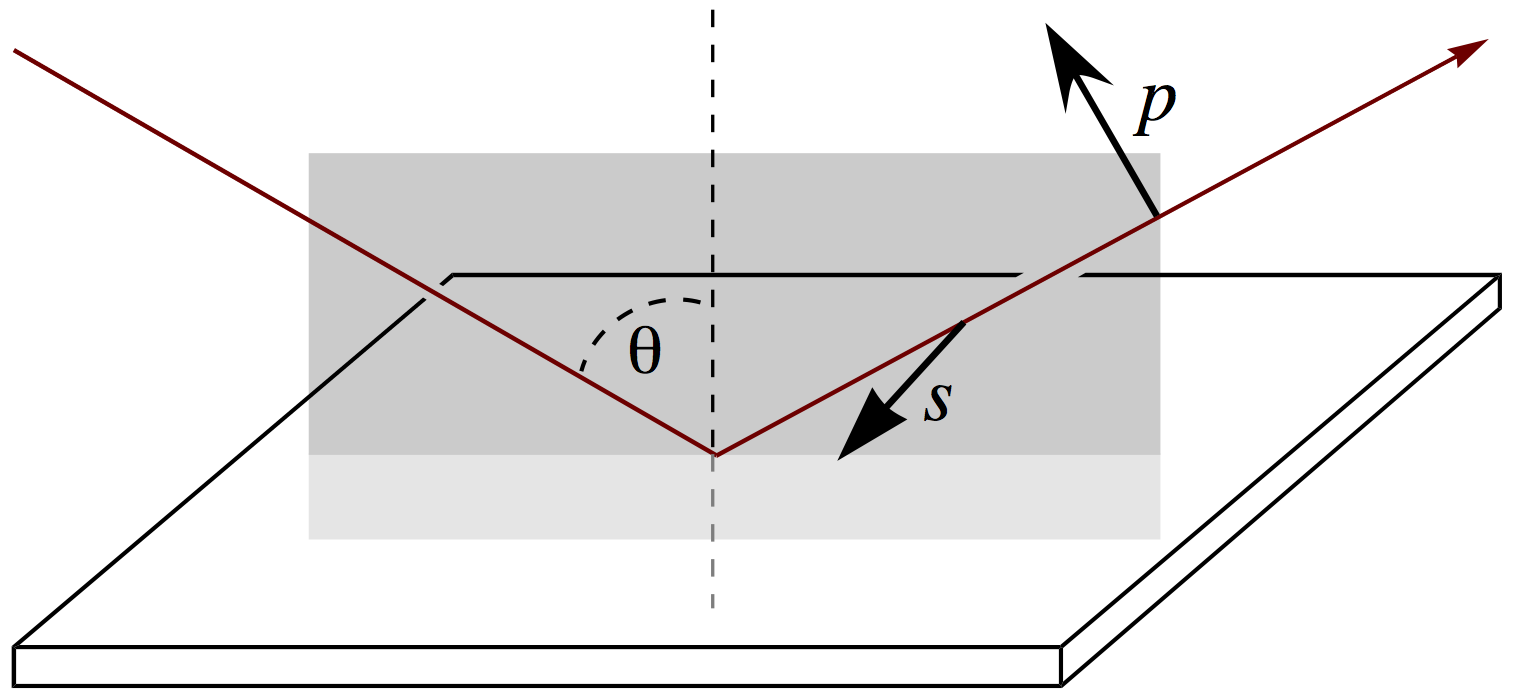
Polarisations p et s du faisceau infrarouge à l'interface dans les expériences de PM-IRRAS. θ est appelé l'angle d'incidence.

Les polarisations p et s sont définies de sorte que la polarisation p est dans un plan perpendiculaire à la surface à analyser et contient le faisceau infrarouge, alors que le plan s est dans le plan de l'échantillon (schéma ci-contre). On peut calculer, de façon théorique, la contribution des signaux p et s au signal détecté selon la nature du substrat sur lequel l'échantillon est déposé et de l'angle d'incidence. On peut en déduire certaines valeurs d'angle ayant des propriétés particulières, par exemple :
- On n'observe que les signaux ayant une polarisation p ;
- Certains signaux sont positifs, nuls ou négatifs selon l'orientation des liaisons.

Ceci se nomme une sélection de surface, ou règles de sélection de surface, et définit un angle d'incidence préféré pour observer un échantillon sur une surface donnée.